# 줄리아 링
줄리아 링(Julia Ling, 중국어: 林小微; 병음: Lín Xiǎowēi, 1983년 2월 14일 ~ )은 미국의 배우이다.

## 출연 작품
- 하이 스쿨 (2010)
- 척 (2007)
- 스튜디오 60 (2006)
- 언두잉 (2006)
- ER (1994)